# René Barjavel
Pour le médecin, homme politique et historien français, voir Casimir-François-Henri Barjavel.
René Barjavel, né le 24 janvier 1911 à Nyons (Drôme) et mort le 24 novembre 1985 à Paris 14e, est un écrivain et journaliste français, également scénariste et dialoguiste de cinéma. Il est principalement connu pour ses romans d'anticipation, de science-fiction ou fantastiques dans lesquels s'exprime l'angoisse ressentie devant une technologie que l'être humain ne maîtrise plus.
Certains thèmes reviennent fréquemment dans son œuvre littéraire : chute de la civilisation causée par les excès de la technologie et la folie de la guerre, caractère éternel et indestructible de l'amour (Ravage, La Nuit des temps, Le Grand Secret, Une rose au paradis). Son écriture se veut poétique, onirique et, parfois, philosophique. Il a aussi abordé, dans ses essais, l'interrogation empirique et poétique de l'existence de Dieu (notamment, La Faim du tigre), et le sens de l'action de l'être humain sur la nature (Lettre ouverte aux vivants qui veulent le rester).

## Biographie

### Jeunesse et débuts
Petit-fils de paysans, fils de boulanger, René Henri Gustave Barjavel pétrira lui-même son pain toute sa vie.
Il étudie au collège de Nyons puis à celui de Cusset (près de Vichy) dans l'Allier. Après le baccalauréat, il pratique de nombreux métiers pour gagner sa vie: pion, employé de banque, conférencier… Il débute à dix-huit ans dans le journalisme au Progrès de l'Allier, à Moulins.
Le 21 février 1934 à Vichy, puis le 13 mars à Moulins, il donne une conférence sur Colette, qui sera publiée par la Nouvelle Province littéraire cette même année sous le titre Colette à la recherche de l'amour.
René Barjavel devient, en 1935, secrétaire de rédaction de la revue Le Document, puis chef de la fabrication aux Éditions Denoël après avoir rencontré Robert Denoël à Vichy en 1936. Il collabore à divers journaux, en particulier au Merle blanc, comme critique cinématographique,.

### La guerre
Il participe à la guerre de 1939-1940 dans un régiment de zouaves, où il développe un penchant pour l’antimilitarisme. Affecté aux cuisines avec le grade de caporal-chef, il a pour tâche principale de chercher et distribuer le ravitaillement. Il est révolté par la condition du soldat et les mœurs militaires. Démobilisé en 1940, il fonde à Montpellier le journal l'Écho des étudiants et y fait débuter, entre autres, Jacques Laurent, François Chalais, André Hodeir ou encore Yvan Christ. De retour à Paris, où il habite dans le 15e arrondissement, au 20 rue Lacretelle, il retrouve sa place de chef de fabrication chez Denoël.
C'est pendant l'Occupation qu'il commence à publier ses romans d'anticipation qui font de lui le précurseur de la vogue de la science-fiction française de l'après-guerre. En 1943, il publie Ravage, son premier roman dans cette veine. À cette époque, il publie des nouvelles dans l'hebdomadaire collaborationniste et antisémite Je suis partout. Son deuxième roman de science-fiction, Le Voyageur imprudent, est publié la même année sous forme de feuilleton, toujours dans Je suis partout. Le journal publie également une interview de l'auteur par Henri Poulain, parue le 12 mars 1943.
C'est pendant cette période de l'Occupation qu'il rencontre le philosophe mystique G.I. Gurdjieff, dont il suivait déjà l'enseignement auprès de groupes et de son élève Jeanne de Salzmann. Cet apprentissage aura un profond impact dans sa vie (« Je sais que j'ai bu à la vérité, à cette source de vérité d'où coule toute la sagesse du monde »). Dans ce groupe, il côtoie Louis Pauwels, René Daumal. il fréquente aussi Lanza del Vasto.
En 1944, il écrit un « Essai sur les formes futures du cinéma », Cinéma Total.
Après la libération de Paris, il n'échappe pas à la vague de suspicion de l'époque. Dénoncé publiquement comme collaborateur par le Comité national des écrivains (CNE) en 1944-1945, il est blanchi de ces accusations grâce notamment à une lettre de Georges Duhamel. Lorsque, pour les mêmes raisons, le même comité démet Robert Denoël de ses fonctions, Barjavel dirigera de fait la maison d'édition jusqu’à l'assassinat de l'éditeur le 2 décembre 1945.

### Après-guerre
Après la guerre, Barjavel mène parallèlement des activités de journaliste, critique, romancier et scénariste. En 1946, il publie un roman d'amour, Tarendol, dont Julien Duvivier achète les droits pour le cinéma (et qui donnera également lieu en 1980 à une adaptation pour la télévision avec Jacques Penot et Florence Pernel dans les rôles principaux). En 1947, il fait, pour Georges Régnier, sa première adaptation et écrit son premier dialogue de cinéma dans Paysans noirs.
Le manque d’argent et l’échec de Le Diable l’emporte marquent un début de rupture avec sa carrière de romancier et il s’aventure alors dans le cinéma. Mais la tuberculose et les difficultés financières l’empêchent de réaliser Barabbas. Adaptateur, dialoguiste, il ne laisse cependant pas un souvenir marquant, malgré son empreinte profonde dans de nombreux films, dont la saga des Don Camillo, Les Misérables (de Jean-Paul Le Chanois), Les Chiffonniers d'Emmaüs, Le Mouton à cinq pattes, etc. Il réalise aussi plusieurs courts métrages.
Après ce long intermède au cinéma pendant lequel il n'a presque rien publié, René Barjavel commence, avec La Nuit des temps, paru en 1968, et Le Grand Secret, publié en 1973, une seconde carrière de romancier qui fera de lui un grand écrivain populaire. Il recommence aussi une nouvelle activité de journaliste avec une chronique hebdomadaire au Journal du dimanche. C'est là qu'il fera paraître le 1er août 1976, au sujet de l'affaire Ranucci, un article réclamant l’exécution sans faiblesses de « ces larves malfaisantes » que sont les assassins (l'intéressé avait été guillotiné trois jours plus tôt), alors que, dans Le Figaro du 29 juillet, Max Clos, à l'époque directeur de la rédaction, n'avait pas hésité à poser cette question dérangeante : « Comment peut-on être humainement sûr — absolument sûr — que tel homme est bien le coupable ? »
Il écrit également des chansons. Enfin, quand il en a le temps, il se livre à l'une de ses passions, la photographie en couleurs ; son album de 74 pages, Les Fleurs, l'amour, la vie, est publié par les Presses de la Cité en 1978.
Avec La Peau de César et Demain le Paradis, il termine sa carrière d'écrivain. René Barjavel meurt des suites d'une crise cardiaque en novembre 1985, à 74 ans dans le 14e arrondissement de Paris. Sa tombe est située dans le cimetière du hameau de Tarendol (commune de Bellecombe-Tarendol), nom qu'il fit connaître du grand public grâce à l'un de ses romans.

## Barjavel, précurseur de la science-fiction «à la française»
Lorsqu'il publie ses deux premiers romans fantastiques en 1942, René Barjavel fait figure de précurseur dans le domaine de la science-fiction française, la science-fiction américaine ne faisant réellement son apparition qu'après la fin de la Seconde Guerre mondiale. La découverte de ce type de littérature prendra de longues années avant que des auteurs comme Isaac Asimov, A. E. van Vogt, Clifford D. Simak ou même H. P. Lovecraft sortent du cercle des amateurs de romans d'anticipation.
C'est assez tardivement que les premiers romans de Barjavel (Le Voyageur imprudent et Ravage) seront rattachés à la littérature de science-fiction car, en France, on évoque plutôt le « roman scientifique » chez Jules Verne, le « roman d'anticipation » chez J.-H. Rosny aîné ou Albert Robida ou encore le « roman extraordinaire » chez Barjavel, mais pas encore de SF à proprement parler ; cet anglicisme ne s'imposant que dans les années 1950, voire les années 1960. Dans ses deux romans écrits et publiés dans une France alors coupée du monde anglophone, Barjavel développe déjà des idées typiques de la période de la Guerre froide : apocalypse, fin du monde, voyage dans le temps ainsi que des catastrophes imputables à une technologie aliénante ou employée de façon malveillante.

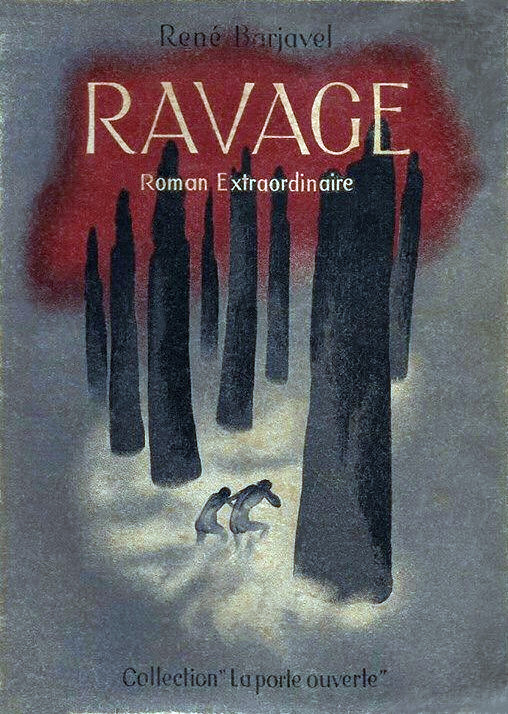
Édition originale de Ravage, éditions La Toison d'or, 1943.

René Barjavel se démarque de la littérature de l'époque par ses thèmes fantastiques mais il reste cependant un écrivain de son temps. On peut discerner dans Ravage (1943) un certain écho de l'idée pétainiste du retour à la terre et de la méfiance envers l'urbanisation d'une France encore majoritairement rurale. Barjavel se verra d'ailleurs reprocher sa signature dans différents journaux de la collaboration tels Je suis partout et Gringoire. Il abandonne néanmoins rapidement cette veine collaborationniste à la suite du succès de Ravage.
L'auteur, originaire de la campagne drômoise, semble nettement se méfier du progrès dans Ravage avec une civilisation qui tend à devenir extrêmement technologique, ces inquiétudes étant partagées par d'autres auteurs de l'époque (cf. La France contre les robots, de Georges Bernanos, ou encore René Guénon).

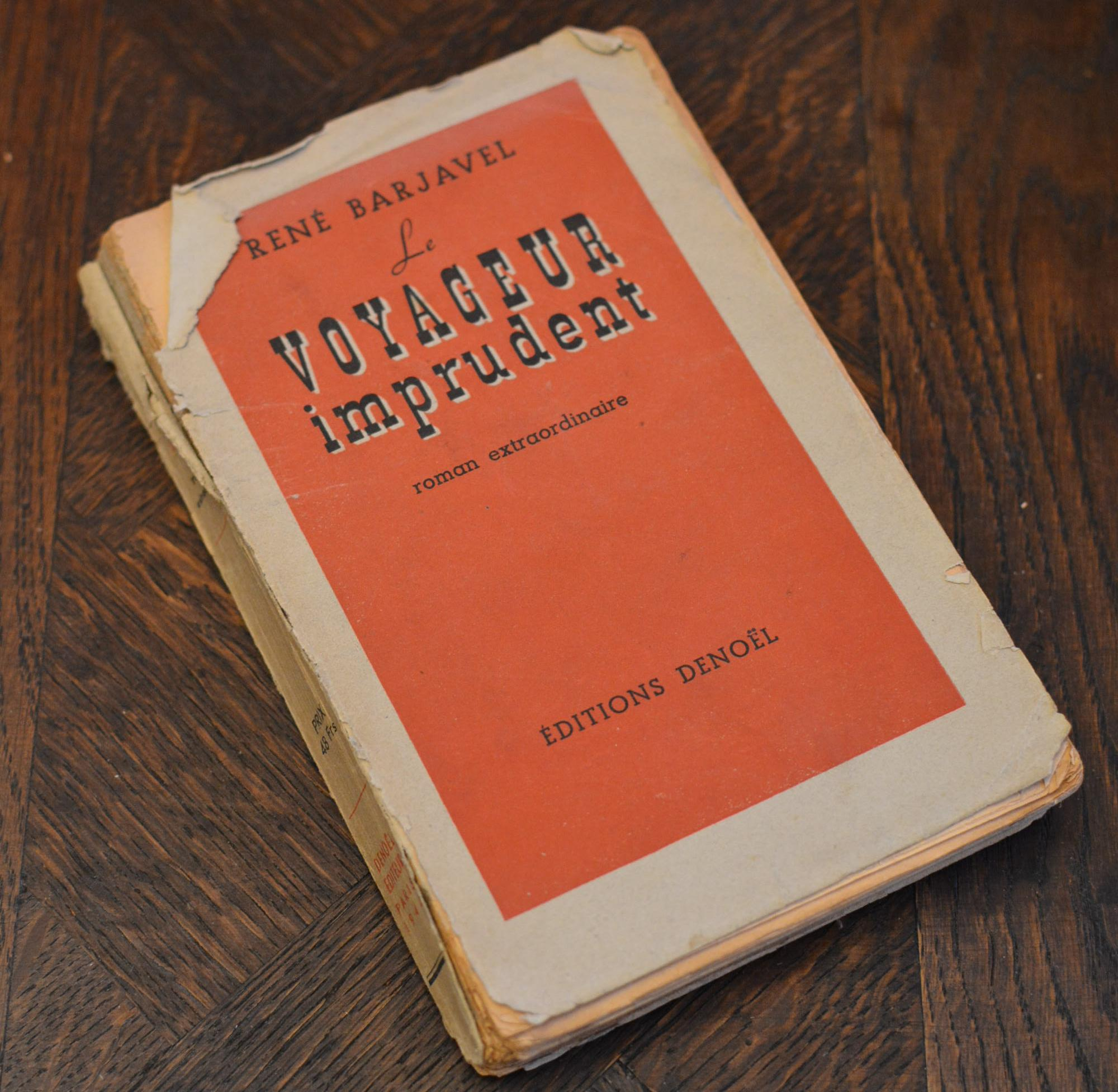
Édition originale du Voyageur imprudent chez Denoël, 1944.

Le Voyageur imprudent semble moins « engagé » et se présente comme une œuvre de fantaisie pure et de cruauté humoristique qui précède en outre les années 1950, avec l'évocation de ce qu'on peut nommer le  « paradoxe temporel ». Les deux romans sont cependant liés, le monde futur très lointain que visite le voyageur du temps étant la suite de la catastrophe de 2052 évoquée dans Ravage. L'auteur y expose une vision « biologique » de l'avenir de l'humanité, assez délirante en illustration des thèses évolutionnistes, son voyage en l'an 100 000 n'étant pas, à cet égard, sans rappeler l'an 802 701 du H. G. Wells de La Machine à explorer le temps.
Avec Le Diable l'emporte (1948), Barjavel décide d'aborder la question alors très actuelle de la Troisième Guerre mondiale. Ce thème sera d'ailleurs l'un des favoris de la SF américaine de l'après-guerre (Dr Bloodmoney, de Philip K. Dick, Le Lendemain de la Machine, de Rayer, Je suis une légende, de Richard Matheson etc.). Mais là encore, l'humour noir le plus cruel épice le genre de l'anticipation, et les moyens que l'humanité emploie pour s'autodétruire sont loin de se limiter aux armes nucléaires. Barjavel ne manque pas, à travers l'absurde robotisation du « civilisé inconnu » ou les dérapages de l'agriculture industrielle (la poule géante dévorant un stade de football), de se moquer avec cruauté des dérives de la manipulation du vivant.
Dans La Faim du tigre, Barjavel ira même jusqu’à envisager que l'humanité se soit dotée de la bombe atomique par instinct malthusien de limitation de l'explosion démographique, une thèse exposée sur un ton philosophique voltairien non dénuée d'humour.
Barjavel est peut-être plus ou moins consciemment en phase avec les années 1960, avec les idées de Mai 68 qu'il évoque avant même qu'elles ne s'expriment (cf. Les Chemins de Katmandou), de même que dans La Nuit des temps où le thème de la guerre totale est de nouveau exploité, ainsi que dans Le Grand Secret, où l'on découvre un auteur nettement favorable à la libération sexuelle et plutôt libertaire.
Il reste l'un des rares auteurs de science-fiction (avec Arthur C. Clarke dans La Cité et les Astres) à avoir traité de manière approfondie et spéculative le thème de l'immortalité.
Dans Lettre ouverte aux vivants qui veulent le rester, René Barjavel prend nettement position contre la mise en place du programme nucléaire civil. Il est cependant difficile de le classer politiquement, à l'instar des rapports entre la Russe Leonova et l'Américain Hoover dans son roman La Nuit des temps qui illustrent cette position d'un certaine forme d'apolitisme.

## Œuvres

### Romans
- 1942 : Roland, le chevalier plus fier que le lion, Denoël
- 1943 : Ravage, Denoël
- 1944 : Le Voyageur imprudent, Denoël
- 1946 : Tarendol, Denoël
- 1948 : Le diable l'emporte, Denoël
- 1957 : Jour de feu, Denoël
- 1962 : Colomb de la lune, Denoël
- 1968 : La Nuit des temps, Presses de la Cité
- 1969 : Les Chemins de Katmandou, Presses de la Cité
- 1973 : Le Grand Secret, Presses de la Cité (prix Maison de la Presse 1973)
- 1974 : Les Dames à la licorne (avec Olenka de Veer), Presses de la Cité
- 1977 : Les Jours du monde (suite de Les Dames à la Licorne, avec Olenka de Veer), Presses de la Cité
- 1981 : Une rose au paradis, Presses de la Cité •  (ISBN 978-2-25800-845-8)
- 1982 : La Tempête, Denoël •  (ISBN 978-2-207-22829-6)
- 1984 : L'Enchanteur, Denoël •  (ISBN 978-2-207-22974-3)
- 1985 : La Peau de César, collection Crime parfait, Mercure de France •  (ISBN 978-2-7152-1349-4)

### Contes et nouvelles
- 1945 : La Fée et le Soldat
- 1946 : Les Enfants de l'ombre (contient aussi les nouvelles du recueil La Fée et le Soldat)
- 1973 : Béni soit l'atome, Recueil de nouvelles,
- 1974 : Le Prince blessé (contient aussi les nouvelles et contes du recueil Les Enfants de l'ombre)

### Récit autobiographique, journal
- 1951 : Journal d'un homme simple, Éditions Frédéric Chambriand / nouvelle édition en 1982 : Denoël •  (ISBN 978-2-20720-235-7)
- 1980 : La Charrette bleue, Prix Saint-Simon 1980, Denoël •  (ISBN 978-2-20722-618-6)

### Chroniques
- 1972 : Les Années de la lune, Presses de la Cité
- 1975 : Les Années de la liberté, Presses de la Cité
- 1976 : Les Années de l'homme, Presses de la Cité

### Albums
- 1953 : Collioure (dessins de Willy Mucha), éditions Daniel Jacomet
- 1974 : Brigitte Bardot, amie des animaux, Nathan
- 1978 : Les Fleurs, l'Amour, la Vie, Presses de la Cité

### Essais
- 1934 : Colette à la recherche de l'amour, Moulins, la Nouvelle province littéraire Texte d'une conférence donnée cette année-là à Vichy et à Moulins.
- 1944 : Cinéma total : Essai sur les formes futures du cinéma, Denoël
- 1966 : La Faim du tigre, Denoël
- 1976 : Si j'étais Dieu..., Garnier •  (ISBN 978-2-25302-228-2)
- 1978 : Lettre ouverte aux vivants qui veulent le rester, Collection Lettre ouverte, Albin Michel •  (ISBN 978-2-70500-161-2)
- 1986 : Demain le paradis (inachevé, édité à titre posthume), Denoël •  (ISBN 978-2-20723-205-7)

### Adaptations, dialogues et scénarios de films

#### Cinéma

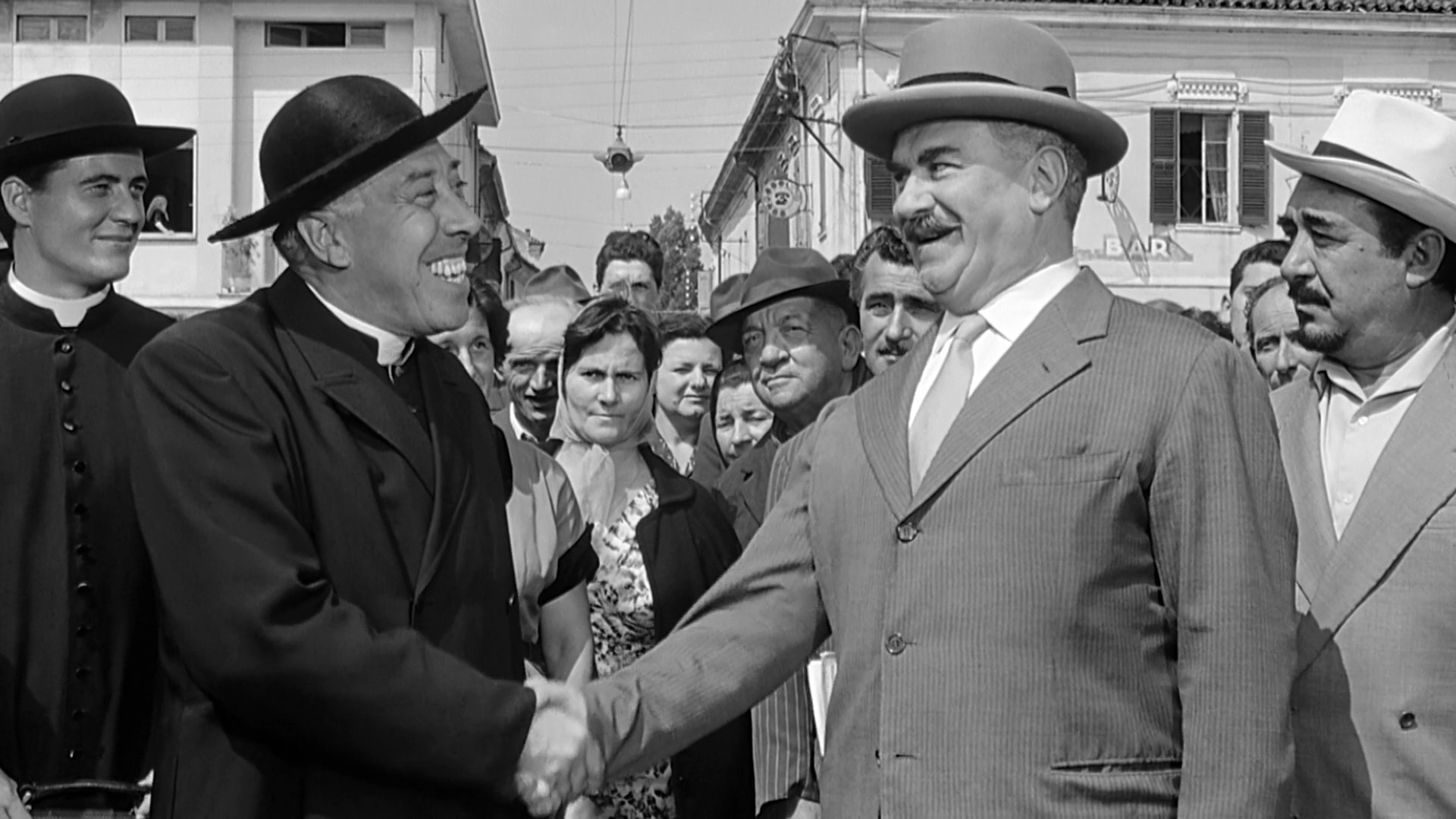
René Barjavel est le co-auteur des scénarios et des dialogues des films de la série des Don Camillo avec Fernandel et Gino Cervi (photo)

- 1947 : La Télévision, œil de demain de J.K Raymond-Millet - court métrage
- 1952 : Le Petit Monde de don Camillo de Julien Duvivier
- 1953 : Le Retour de don Camillo de Julien Duvivier
- 1953 : L'Étrange Désir de monsieur Bard de Géza von Radványi
- 1954 : Nuits andalouses de Maurice Cloche
- 1954 : Le Mouton à cinq pattes d'Henri Verneuil
- 1955 : Les Chiffonniers d'Emmaüs de Robert Darène[18]
- 1955 : La Grande Bagarre de don Camillo de Carmine Gallone
- 1956 : Goubbiah, mon amour de Robert Darène
- 1956 : Les Aventures de Till l'espiègle de Gérard Philipe et Joris Ivens
- 1956 : La Terreur des dames (ou Ce cochon de Morin) de Jean Boyer
- 1957 : L'Homme à l'imperméable de Julien Duvivier
- 1957 : Le Cas du docteur Laurent de Jean-Paul Le Chanois
- 1958 : Les Misérables de Jean-Paul Le Chanois
- 1958 : Parisien malgré lui (Totò a Parigi) de Camillo Mastrocinque
- 1958 : Femmes d'un été (Racconti d'estate) de Gianni Franciolini
- 1958 : Mademoiselle Ange de Géza von Radványi
- 1960 : La Grande Vie de Julien Duvivier
- 1960 : Boulevard de Julien Duvivier
- 1961 : Don Camillo Monseigneur de Carmine Gallone
- 1962 : Conduite à gauche de Guy Lefranc
- 1962 : Le Diable et les Dix Commandements de Julien Duvivier
- 1963 : Chair de poule de Julien Duvivier
- 1963 : Le Guépard de Luchino Visconti
- 1965 : Don Camillo en Russie de Luigi Comencini
- 1966 : Comment j'ai appris à aimer les femmes de Luciano Salce
- 1969 : Les Chemins de Katmandou d'André Cayatte

#### Télévision
- 1982 : Le Voyageur imprudent (téléfilm) Adapté par Pierre Tchernia

Le roman Commando spatial (Éditions Orion, 1967), écrit par René Barjavel et Pierre Lamblin, est une adaptation des sept épisodes de la série télévisée allemande de 1966 Commando spatial - La Fantastique Aventure du vaisseau Orion de Rolf Honold et W.G Larsen (coproduction ORTF à 20%).

## Postérité
Dans le cadre du festival de science-fiction Les Intergalactiques, organisé à Lyon par l’association AOA Prod, un prix René Barjavel est décerné chaque année pour la meilleure nouvelle, sur un thème choisi.